# Parafia Narodzenia Matki Bożej w Rogowie
Parafia Narodzenia Matki Bożej – prawosławna parafia w Rogowie, działająca w latach 1875–1963, reaktywowana po upadku ZSRR. 

## Historia
Parafia została erygowana w celu realizacji potrzeb religijnych ludności rosyjskiej wyznania prawosławnego osiedlającej się w Rogowie i okolicach od drugiej połowy lat 60. XIX wieku. Od początku posiadała wolnostojącą cerkiew, przewidzianą dla 150 wiernych. 
Do I wojny światowej liczba prawosławnych w miasteczku jeszcze wzrosła i w 1915, w przededniu bieżeństwa, była szacowana na 243 osoby. W wymienionym roku jednak z Rogowa wyjechał zarówno proboszcz parafii, jak i większość jej członków. Kolejne nabożeństwo w porzuconej do tej pory cerkwi miało miejsce w 1921. Spadek liczby prawosławnych doprowadził do czasowej likwidacji parafii – cerkiew w Rogowie na początku lat 20. była świątynią pomocniczą cerkwi w Poniewieżu. W 1927, gdy ponownie działała osobna parafia w Rogowie, należało do niej już tylko 85 osób. W 1942 liczba ta spadła do 63. W 1947 parafia została zarejestrowana przez władze radzieckie, które jednak nakazały jej likwidację w 1963.
Parafia jest wymieniona na wykazie czynnych placówek duszpasterskich eparchii wileńskiej i litewskiej; została zatem otwarta ponownie po upadku ZSRR.